# Cuatresia glomeruflorula
Cuatresia glomeruflorula är en potatisväxtart som beskrevs av Canal och C.I.Orozco. Cuatresia glomeruflorula ingår i släktet Cuatresia, och familjen potatisväxter. Inga underarter finns listade i Catalogue of Life.